# نيك كيف
نيك كيف (بالإنجليزية: Nick Cave) (ولد في 4 فبراير 1959، في فولتون، ميزوري، الولايات المتحدة) هو نحات وراقص وفنان أداء أمريكي. دعمت عائلة كيف ميوله الفنية، ومنحته اهتمامًا فنيًا للبحث عن العناصر والمجموعات الموجودة بالفعل. بدأ كيف رحلته الفنية بتصليح الأقمشة من بقايا ملابس إخوته. بعد تخرجه من مدرسة هيكمان الثانوية في عام 1977، التحق بمعهد الفنون بكانساس سيتي حيث أنهى بكالوريوس الفنون الجميلة في عام 1982. اشتُهر ببدلاته الصوتية – وهي تماثيل من القماش يمكن ارتداؤها وتكون فاقعة وغريبة ومرتبطة بعوالم أخرى. تدرب كراقص مع آلفين إيلي. ركز في منحوتاته اللاحقة على نظرية الألوان والوسائط المختلطة والأعمال التنصيبية الكبيرة. يقيم حاليًا في شيكاغو، إلينوي، ويعمل مديرًا لبرنامج أزياء الخريجين في مدرسة معهد الفنون في شيكاغو. ما زال يواصل العمل على البدلات الصوتية بالإضافة إلى أعماله التي ينجزها كنحات وراقص وفنان أداء.

## النشأة والتعليم
نشأ نيك كيف في فولتون بولاية ميزوري، إلى جانب سبعة إخوة لأم عزباء شجعت اهتمام كيف بالموضة. كان أجداده يمتلكون مزرعة في شاريتون بولاية ميزوري وكان كيف يساعد أحيانًا في رعاية المحاصيل والدجاج. يعزو اهتماماته بالعناصر والمجموعات الموجودة بالفعل لظروف طفولته. تخرج من مدرسة هيكمان الثانوية في عام 1977، التحق بمعهد كانساس سيتي للفنون حيث درس فنون الألياف ثم حصل بعد ذلك على بكالوريوس في الفنون الجميلة في عام 1982. في عام 1979، التقى كيف بآلفن إيلي وقضى ذلك الصيف وغيره بعد ذلك في نيويورك، حيث كان يدرس في مسرح آلفين إيلي للرقص الأمريكي. بعد تخرجه من معهد كانساس سيتي للفنون في عام 1982، صمم عروضًا لمتاجر مايسيز، وعمل كمصمم أزياء محترف، وتابع شغفه كفنان وراقص.
في عام 1988، حصل كيف على شهادة ماجستير في الفنون الجميلة من أكاديمية كرانبروك للفن في بلومفيلد هيلز، ميشيغان. أنهى أيضًا بعض دورات الدراسية العليا في جامعة شمال تكساس. بعد تخرجه من أكاديمية كرانبروك للفن، استمر في تدريس برنامج فنون الألياف في معهد الفن في شيكاغو اعتبارًا من عام 1989. ومنذ ذلك الحين أيضًا، أدار كيف شركة ملابس في شيكاغو حيث عمل على تصميم وتصنيع وتسويق خطه الخاص من ملابس الرجال والنساء.

## الفكر والعملية الإبداعية
أجبره وضعه الاجتماعي والاقتصادي المنخفض على إصلاح ثياب إخوته الأكبر سنًا؛ هنا بدأ بتطوير مهاراته في التعامل مع الأقمشة. صنع أول بدلة صوتية له بالاستفادة من هذه المهارات. حتى ذلك الحين، لم يكن لعمله علاقة بفن الأشكال أو فن الأداء. أوضح أنه أجرى تغييرًا مفاجئًا من شأنه أن يعيد تعريف العمل الذي يقوم به.
توجد آثار لتقاليد الفن الأفريقي والدروع واللباس الرسمي والأزياء الراقية والمنسوجات المصممة بالإضافة إلى الأشياء الأنثوية النمطية في عمله للتعبير عن عدة مفاهيم. معظم أعماله مستديرة، لكنه يستمتع أحيانًا بالبعد الإصافي للنقش البارز، وكان يعتبره بمثابة لوحة. يرتبط عمله بمشاكل الحياة الحقيقية كالتعرضية والعواقب من خلال تصوير التجربة والبيئة. من خلال فن الأداء الخاص به، كان يهدف إلى خلق مواقف تلتقي فيها مجتمعات متنوعة لمشاركة التجربة، مع التأكيد على اعتبار أعماله قطع فنية وليس أزياء. يصف كيف نفسه بالرسول عوضًا عن الفنان إذ يرتبط عمله في كثير من الأحيان بالعروض والمسؤوليات.

## وصلات خارجية
- الموقع الرسمي
- نيك كيف على موقع الموسوعة البريطانية (الإنجليزية)